# 永正の内訌 (下野宇都宮氏)
永正の内訌（えいしょうのないこう）とは、戦国時代初期の永正3年（1506年）に、下野宇都宮氏17代当主・宇都宮成綱と、筆頭重臣・芳賀高勝の政治方針を巡る対立が原因で起こった「宇都宮錯乱」の発端となった内訌（内輪揉め）である。

## 経緯

### 宇都宮成綱と芳賀氏
宇都宮氏は室町時代後期以降、宇都宮明綱、宇都宮正綱と歴代当主は幼い時に家督を相続せざるを得なかったために芳賀氏、武茂氏などの家臣の増長が甚だしかった。
文明9年(1477年)に宇都宮正綱が病没し、宇都宮成綱が家督をしたが、その際に武茂氏との抗争が起こったという。武茂氏は武茂六郎を宇都宮氏当主に擁立しようと企むが、芳賀高益、芳賀景高が宇都宮成綱を支援し、阻止した。その後、武茂氏が反旗を翻すが、芳賀高益、芳賀景高、宇都宮成綱は古河公方足利成氏の公認を得て、武茂氏を鎮圧する。この一件によって武茂氏の権力は大きく弱体化し、芳賀氏が単独で台頭するようになる。
このような経緯があったためか芳賀氏は次第に当主である宇都宮成綱とほぼ同等なまでの権力を得た。

### 古河公方家の内紛
戦国時代初期の東国は非常に不安定な状況であり、各地で戦闘が勃発していた(永正の乱)。
その戦火は次第に北関東へと広まった。永正3年（1506年）、古河公方足利政氏と嫡子の足利高基両名の政治抗争が起こる。この対立によって足利高基は下野国宇都宮へと逃れ、義父の宇都宮成綱に庇護される。これを契機に宇都宮成綱は古河公方家の内紛に介入する。高基を古河公方に擁立し、勢力の拡大を狙ったものであった。

### 芳賀高勝との対立
明応年間に芳賀景高が嫡子の芳賀高勝に家督を譲って隠退した。芳賀高勝は傲慢な振る舞いを行ったために当主である宇都宮成綱との間に確執が生じた。永正3年（1506年）で宇都宮成綱が娘婿の足利高基の古河公方擁立を企てるが、芳賀高勝は、古河公方足利政氏を支持し、小山氏などと連携し、当主である成綱と対立する。
永正8年頃(1511年)、成綱と芳賀高勝の争いが激化し、武力衝突にまで発展する。この際に成綱は高勝の計略によって嫡子の宇都宮忠綱が擁立され、隠居せざるを得なくなったが、隠居後も宇都宮成綱が実質的な当主であり、実権を握っていた。また、成綱はこの間に弟 の孝綱を塩谷氏に送り込み家督を継がせており、また、同じく父・成綱の弟 の兼綱も武茂氏の家督を継承している。成綱の隠居と芳賀高勝による忠綱擁立の真相は、成綱による家中の完全掌握を狙った計略の1つであった。

### 芳賀高勝殺害
永正9年（1512年）4月、宇都宮成綱は増長甚だしい芳賀高勝を殺害する。これによって芳賀氏が大反乱を起こし、宇都宮錯乱と呼ばれる大きな内紛へと発展した。増長し続けてきた芳賀氏の勢力は、宇都宮氏に匹敵するものにまでなっていたという。
娘婿の足利高基や義弟の結城政朝の支援や重臣の壬生綱重の活躍によって2年ほどで鎮圧することに成功した。これによって芳賀氏を宇都宮成綱を頂点とする支配体制へと組み込むことに成功し、下野国小山に逃れてきた古河公方足利政氏の背後を脅かすことに成功している。